# John Briley
John Richard Briley (Kalamazoo, 25 agosto 1925 – New York, 14 dicembre 2019) è stato uno sceneggiatore statunitense, conosciuto in particolare come sceneggiatore dei film Gandhi (1982) e Grido di libertà (1987).

## Filmografia
- Hits and Misses - serie TV, 4 episodi (1957)
- Quartetto d'invasione (Invasion Quartet), regia di Jay Lewis (1961)
- Il postino suona sempre... 10 volte (Postman's Knock), regia di Robert Lynn (1962)
- La stirpe dei dannati (Children of the Damned), regia di Anton Leader (1964)
- The Airbase - serie TV, 6 episodi (1965)
- Trafficanti del piacere (Hammerhead), regia di David Miller (1968)
- La papessa Giovanna (Pope Joan), regia di Michael Anderson (1972)
- Toccarlo... porta fortuna (That Lucky Touch), regia di Christopher Miles (1975)
- Il tocco della medusa (The Medusa Touch), regia di Jack Gold (1978)
- Io, grande cacciatore (Eagle's Wing), regia di Anthony Harvey (1979)
- Enigma - Il codice dell'assassino (Enigma), regia di Jeannot Szwarc (1982)
- Gandhi, regia di Richard Attenborough (1982)
- Una donna, una storia vera (Marie), regia di Roger Donaldson (1985)
- Tai-Pan, regia di Daryl Duke (1986)
- Grido di libertà (Cry Freedom), regia di Richard Attenborough (1987)
- Sandino, regia di Miguel Littín (1991)
- Cristoforo Colombo - La scoperta (Christopher Columbus: The Discovery), regia di John Glen (1992)
- The Warriors of the Rainbow (1992)
- Molokai: The Story of Father Damien, regia di Paul Cox (1999)